# Jonathan Lyon
Jonathan Reed Lyon (* 1974) ist ein amerikanischer Historiker.
Jonathan Lyon studierte Geschichte und Latein von 1993 bis 1997 an der Colgate University. Dort legte er 1997 seinen Bachelor ab. Er war 1996 Austauschstudent an der Albert-Ludwigs-Universität Freiburg. An der University of Notre Dame studierte er Geschichte von 1997 bis 1999 und schloss das Studium mit dem Master ab. Im Jahr 2005 wurde er an der University of Notre Dame promoviert (Ph.D.) mit einer Arbeit über die familiären Beziehungen im Haus Andechs. Von 2005 bis 2006 lehrte er als Visiting Assistant Professor an der University of Notre Dame. Von 2006 bis 2013 lehrte er als Assistant Professor, von 2013 bis 2022 als Associate Professor, von 2022 bis 2023 als Professor und von 2023 bis 2024 als Sorin and Imran Siddiqui Professor an der University of Chicago. Er lehrt seit August 2024 als Professor für Geschichte des Hoch- und Spätmittelalters an der Universität Wien. Er ist seit 2025 Mitglied des Konstanzer Arbeitskreises für mittelalterliche Geschichte.
Seine Forschungsschwerpunkte sind das Heilige Römische Reich im Hochmittelalter, die politische und soziale Geschichte in Europa (um 1000–1500), die Geschichte der Staatlichkeit, Korruption und Korruptionsbekämpfung, die Verwandtschaft im Mittelalter sowie die Geschlechtergeschichte und Geschichte der Maskulinität. In einer 2013 erschienenen Arbeit untersuchte er die Beziehungen unter Geschwistern in hochadligen Familien im Zeitraum von 1100 bis 1250. Für diese Darstellung erhielt er 2017 den John Nicholas Brown Prize für das beste Buch von der Medieval Academy of America. In einer 2023 veröffentlichten Untersuchung befasste er sich mit der Entwicklung der Vogtei im römisch-deutschen Reich von den Anfängen bis etwa 1800.

## Schriften (Auswahl)
Monografien
- Corruption, Protection and Justice in Medieval Europe. A Thousand-Year History. Cambridge University Press, Cambridge–New York 2023, ISBN 978-1-316-51374-3.
- Princely Brothers and Sisters. The Sibling Bond in German Politics, 1100–1250. Cornell University Press, Ithaca 2013, ISBN 978-0-8014-5130-0.